# Directrices para la investigación con sujetos humanos
Diversas organizaciones han desarrollado directrices para la investigación con sujetos humanos en diversas situaciones y tipos de estudios que involucran sujetos humanos para diversas situaciones. 
Existen una cantidad de normas respecto a la experimentación en seres humanos que han surgido debido a distintos eventos históricos que provocaron poco a poco un cambio en la percepción sobre el uso de humanos para realizar experimentos médicos. En la actualidad, existe un gran debate tanto filosófico como bioético sobre este tipo de prácticas. Sin embargo, poco más de un siglo atrás esto era sumamente diferente. 

## Instrucciones para los directores de clínicas, consultorios y otros establecimientos médicos
En 1892, el médico alemán Albert Ludwig Sigesmund Neisser, conocido por descubrir la Neisseria gonorrhoeae, realizó dos series de pruebas clínicas para intentar prevenir la sífilis. Neisser primero inyectó suero obtenido de un paciente que presentaba signos tempranos de sífilis bajo la piel de cuatro pacientes femeninas,  con el objetivo de simular el procedimiento al de la inoculación contra la viruela. Neisser no obtuvo el consentimiento de estas pacientes, pero ninguna desarrolló la enfermedad. En un segundo experimento, Neisser realizó pruebas en cuatro prostitutas. 
En esta ocasión, los sueros se inyectaron de manera intravenosa y se obtuvieron de diferentes pacientes con sífilis en varias etapas de la enfermedad. Las prostitutas tampoco fueron informadas ni dieron su consentimiento. A diferencia de los primeros ensayos, todas contrajeron sífilis en distintos momentos tras la inyección.
En 1898, Neisser publicó los resultados de estos experimentos, lo cual provocó un escándalo público en el que se le acusó de “inocular maliciosamente a niños inocentes con veneno de sífilis.”  Neisser defendió sus acciones alegando que las prostitutas contrajeron la enfermedad debido a su trabajo y recibió apoyo de muchos médicos académicos. Sin embargo, había quienes se oponían como el psiquiatra alemán Albert Moll, quien consideraba indispensable el consentimiento informado en las pruebas con humanos.  
Ese mismo año, el Tribunal Disciplinario Real multó a Neisser por negligencia al no obtener el consentimiento de las pacientes.  En 1899, el ministro de Asuntos Religiosos, Académicos y Médicos de Prusia solicitó un informe del Departamento Científico de Salud para evaluar la ética de estos experimentos y emitió en 1900 las Instrucciones para los directores de clínicas, consultorios y otros establecimientos médicos para todo tipo de procedimiento médico distinto de los diagnósticos, terapias o inmunizaciones. 
Una situación similar ocurrió alrededor de la misma época en América. Se tienen registros de casos de sífilis en México desde la época colonial, pero en Guatemala durante los años 1946 a 1948 se inoculó deliberadamente a más de 1000 adultos sífilis, chancroide y gonorrea, y se hicieron miles de serologías a poblaciones indígenas o a niños huérfanos. Estos experimentos fueron dirigidos y realizados por profesionales de la salud de Estados Unidos con asistencia del gobierno, de las administraciones y de médicos guatemaltecos.
Las instrucciones estipulaban que la experimentación médica estaría prohibida si:
- El sujeto era menor de edad.
- No se obtenía un consentimiento inequívoco del sujeto.
- No se explicaban las posibles consecuencias negativas.
- No existía autorización del director médico.

Estas instrucciones no se plasmaron en leyes, por lo que no eran jurídicamente vinculantes. Aunque no está claro si tuvieron impacto en la experimentación humana, estas fueron las primeras regulaciones en la medicina occidental sobre experimentos médicos humanos. 

## Directrices para la experimentación humana
Previo al Código de Núremberg, uno de los primeros modelos de experimentación ética con humanos fue establecido en 1931 durante la República de Weimar en la Alemania antes del nazismo. El Reichsgesundheitsamt Interior (Servicio Nacional de Salud), bajo el Ministerio del Interior, desarrolló 14 principios éticos. 
Los puntos principales de las Directrices para la experimentación con seres humanos de 1931 son los siguientes: 
- Se requiere consentimiento pleno, inequívoco e informado, excepto en circunstancias extremas.
- Los riesgos deben ser equilibrados por los beneficios potenciales.
- Se debe proceder con cautela en sujetos menores de 18 años.
- Deben extremarse las precauciones si hay microorganismos implicados.
- No se debe explotar a personas pobres o desfavorecidas socialmente.
- Primero deben realizarse pruebas en animales y evitar la experimentación humana si existen métodos alternativos.

Las Directrices se elaboraron en el contexto de la reforma del derecho penal en Alemania y como respuesta parcial a las críticas públicas a la experimentación con seres humanos.Estas directrices también esbozan definiciones específicas para la investigación terapéutica y no terapéutica en seres humanos (denominada “terapia innovadora” y “experimentación científica”) y establecen límites detallados para ambas. Sin embargo, la gran mayoría de los médicos que debatieron la normativa antes de su promulgación estaban preocupados principalmente por el avance de la ciencia médica y no por la protección de los pacientes vulnerables.
Las directrices comparten similitudes con las Instrucciones prusianas para los directores de 1900 en el sentido de que ambas contienen cláusulas sobre la necesidad de consentimiento y sobre los sujetos menores de edad. Posteriormente, el Código de Nuremberg también especificaría el requisito del consentimiento informado y contiene otras similitudes con las Directrices: por ejemplo, ambas exigen que el riesgo se compense con los beneficios potenciales y ambas desaconsejan el uso de la experimentación humana si se dispone de otros medios para obtener los resultados deseados. Aunque ambas son similares,  las Directrices contienen más cláusulas y requisitos relativos a la experimentación con seres humanos.  
Estas también exigen la elaboración de un informe en el que se detallen la finalidad y la justificación del experimento. Ravindra Ghooi se mostró crítico con el Código de Nuremberg, argumentando que se parece demasiado a las Directrices de 1931 como para pasar por una coincidencia y que las Directrices de 1931 debieron servir de referencia para crear el Código. Sin embargo, el Código de Nuremberg contiene estipulaciones que no se encuentran en las Directrices: la cláusula que exige que los sujetos tengan la libertad de abandonar el experimento en cualquier momento es un ejemplo de ello.
Las directrices para la experimentación humana siguieron en vigor hasta el final del Tercer Reich en 1945 y continuaron existiendo en la ley hasta 1948. A pesar de las normas existentes en Alemania, durante los sucesos de la Segunda Guerra Mundial la Alemania nazi realizó varios experimentos humanos ignorando completamente estas leyes.

## Código de Nuremberg
A principios de la década de 1940, en Alemania, los médicos nazis realizaban experimentos humanos con sujetos de prueba que estaban indispuestos a ello. Una forma de describir lo que ocurría sería tortura médica. Tras el triunfo de las fuerzas aliadas en la Segunda Guerra Mundial, las autoridades estadounidenses celebraron en el Palacio de Justicia de Núremberg. En donde se llevó a cabo el Juicio a los Médicos en el que se acusó a los investigadores nazis de crímenes de lesa humanidad y prácticas de investigación poco éticas. Tras los juicios posteriores de Núremberg, muchas personas se sintieron obligadas a crear leyes que codificaran algunas directrices de investigación para proteger a los participantes en la investigación y definir las relaciones aceptables entre investigadores y participantes en la investigación.
En 1949, se publicó el Código de Núremberg, se trata de un conjunto de directrices para orientar a los investigadores que trabajan con seres humanos. En los puntos del código se encuentran los siguientes conceptos: los participantes deben dar continuamente su consentimiento, el objetivo del estudio debe ser producir un bien para la sociedad y deben tomarse consideraciones para proteger a los participantes incluso de la remota posibilidad de sufrir lesiones.

## Declaración de Helsinki
En 1964, la Asociación Médica Mundial publicó un código ético de investigación, llamado Declaración de Helsinki. Se basaba en el Código de Núremberg y se centraba en la investigación médica con fines terapéuticos. Posteriormente, los profesionales médicos y los investigadores comenzaron a exigir que la investigación se apegara a los principios expuestos en la Declaración. Este documento fue uno de los hitos hacia la implantación del proceso del Comité de Ética en Investigación (CEI).  Muchos CEI revisan los aspectos éticos de las investigaciones clínicas basándose en los códigos de la Declaración de Helsinki. 

## Informe de Belmont
El experimento de sífilis de Tuskegee se inició en 1932 por el Servicio de Salud Pública de los Estados Unidos. El diseño del experimento consistía en reclutar a 400 personas negras pobres con sífilis y hacer un seguimiento de su salud. En la década de 1940 se identificó la penicilina como tratamiento estándar para la sífilis, sin embargo, el propósito del experimento era hacer un seguimiento de la sífilis a largo plazo, pero los investigadores no informaron a los participantes de que podían curarse. En 1972, la prensa informó sobre el estudio ante la indignación pública por el desprecio de la salud de los participantes. El estudio influyó en la percepción pública de la investigación con seres humanos. 
Después de que la prensa sacara a la luz, el Congreso de Estados Unidos nombró un panel que determinó que el estudio debía detenerse inmediatamente y que la supervisión de la investigación con seres humanos era inadecuada. El panel recomendó que se elaboraran y aplicaran regulaciones federales para proteger a los sujetos de la investigación en el futuro. Posteriormente, la Ley Nacional de Investigación de 1974 dio lugar a la creación de la Regla Común, la Comisión Nacional para la Protección de Sujetos Humanos de Investigación Biomédica y Conductual además de la Oficina para la Protección de la Investigación Humana.
Todas estas reacciones condujeron a la creación y publicación en 1979 del Informe Belmont, el cual identifica el respeto a las personas, la beneficencia y la justicia como principios éticos en los que debe basarse la investigación con seres humanos. 

## Código ético de la APA
La Asociación Americana de Psicología (APA por sus siglas en inglés) tiene un código ético documentado relativo a la práctica de la la psicología y la investigación asociada. Este documento contiene directrices sobre el uso del engaño en la investigación. Para los miembros de la APA, se trata de requisitos de obligado cumplimiento. También son requisitos para cualquier proyecto de investigación realizado, financiado o gestionado por la APA.

## Investigación financiada por el gobierno de los Estados Unidos
El Título 45 del Código de Regulaciones Federales, Parte 46 (45 CFR 46) es el principal conjunto de regulaciones federales relativos a la protección de los seres humanos en la investigación y a menudo se conoce como la Regla Común. 
Define las leyes, los criterios de exención, Define las leyes y los criterios de exención, así como la definición y formulación del CEI, aunque algunos organismos han establecido su propia aplicación de este código que sustituye a partes o a la totalidad del 45 CFR 46. El Departamento de Defensa utiliza CFR 46 pero tiene criterios de exención diferentes. 
La Administración de Alimentos y Medicamentos también aplica un código modificado que se asocia a la investigación sobre el desarrollo de cualquier alimento, fármaco o dispositivo médico. 
El código establece lo que se requiere para ser consideradas actividades de investigación y para que los participantes sean considerados sujetos humanos de investigación. Las definiciones están redactadas de tal forma que incluyen situaciones en las que el ser humano es el sujeto del experimento, su entorno es manipulado por los investigadores y se recogen datos relativos a sus respuestas. Si el proyecto no se ajusta a estas definiciones (o el riesgo para los participantes es mínimo), queda exento de la revisión del CEI y de los requisitos del consentimiento informado . Por lo general, esta decisión la toma y documenta un CEI. La Regla Común también proporciona definiciones sobre si las instituciones participan en la investigación, la interacción entre investigadores y sujetos, qué es una intervención y qué información pueden esperar los sujetos que permanezca privada.
Por todas las situaciones anteriormente mencionadas y otras como experimentaciones en Japón y otros países antes y durante la Segunda Guerra Mundial, las guerras químicas y biológicas, la explosión atómica, la utilización de sustancias radioactivas en niños con problemas mentales en EE. UU.  y otros, han moldeado la actual conceptualización de la bioética. Término atribuido al oncólogo experimental norteamericano, Van Rensselaer Potter en 1970.
El mayor problema ético en investigaciones en sujetos humanos es cuando “la persona se toma en un laboratorio viviente que recibe una información incompleta, no comprensible para ella o que por su situación social, económica o mental favorece que se convierta en un candidato especial para esos experimentos”.